# Hubbard (Ohio)
Hubbard es una ciudad ubicada en el condado de Trumbull en el estado estadounidense de Ohio. En el censo de 2010 tenía una población de 7874 habitantes y una densidad poblacional de 777,93 personas por km².

## Geografía
Hubbard se encuentra ubicada en las coordenadas 41°9′32″N 80°34′3″O / 41.15889, -80.56750. Según la Oficina del Censo de los Estados Unidos, Hubbard tiene una superficie total de 10.12 km², de la cual 10.11 km² corresponden a tierra firme y (0.15%) 0.02 km² es agua.

## Demografía
Según el censo de 2010, había 7874 personas residiendo en Hubbard. La densidad de población era de 777,93 hab./km². De los 7874 habitantes, Hubbard estaba compuesto por el 96.55% blancos, el 1.5% eran afroamericanos, el 0.1% eran amerindios, el 0.28% eran asiáticos, el 0.06% eran isleños del Pacífico, el 0.32% eran de otras razas y el 1.19% pertenecían a dos o más razas. Del total de la población el 1.32% eran hispanos o latinos de cualquier raza.